# Francis Woodman Cleaves
Pour les articles homonymes, voir Cleaves.
Francis Woodman Cleaves, né à Boston, aux États-Unis le 14 juillet 1911 et mort dans le New Hampshire le 31 décembre 1995 est un sinologue, écrivain et historien qui enseigna à l'université Harvard, où il fut un élément clé dans l'établissement d'études de la Mongolie aux États-Unis. Il est connu pour sa traduction en anglais de L'Histoire secrète des Mongols.
Il est l'un des quatre auteurs de la méthode de Translittération VPMC du mongol cyrillique.

## Biographie
Né en 1911 à Boston, Cleaves vient à Paris pour la première fois, où il étudie avec l'orientaliste Paul Pelliot.
Il part ensuite à Pékin (Beijing, alors traduit par Peiping), en Chine, où il étudie avec le mongoliste Antoine Mostaert un collectionneur de livre passionné. Il parcourt également les magasins et étalages de Liulichang (en), la rue des bouquinistes et antiquaires. Il y accumule une importante collection en chinois et mongol, son centre d’intérêt, mais également en mandchou, qu'il ne pensait lui-même utiliser. Les livres en mandchous étaient particulièrement rares et forme le cœur de la collection mandchoue de l'université Harvard.
En 1941, il retourne aux États-Unis, mais il perd ses livres et le manuscrit de sa thèse de doctorat, qui furent retrouvés après la guerre. Il enseigne le chinois à la section des langues d'extrême-orient de l'institut Harvard-Yenching (en) et travail sur un projet de dictionnaire chinois-anglais. Il rejoint la marine des États-Unis et fait son service dans l'Océan Pacifique. Après la fin de la guerre, il aide à reloger au Japon les citoyens japonais qui vivaient en Chine et trie les livres les plus intéressant qu'il avait trouvé auparavant pour les envoyer à la bibliothèque Harvard-Yenching (en).